# Літературна премія імені Наталі Забіли

Забіла Наталя Львівна (20-ті роки XX ст.)

Літературна премія імені Наталі Забіли — премія редакції відомого популярного дитячого журналу «Малятко» за найкращий літературний твір та найкраще ілюстрування. Носить ім'я української дитячої письменниці Наталі Забіли.

## Історія започаткування премії

Премію започатковано 1988 року щомісячним періодичним журналом для дошкільнят та учнів початкової школи «Малятко» з метою привернути увагу до проблем літератури саме для найменших дітей, пожвавлення творчого процесу та окреслення орієнтирів.

## Вручення премії
Вручення премії традиційно проводиться у Національному музеї літератури України в травні.

## Лауреати премії
Лауреатами премії ставали такі відомі митці: Павло Глазовий, Анатолій Григорук, Тамара Коломієць, Зірка Мензатюк, Наталка Поклад, Оксана Кротюк, Василь Чухліб, Вадим Скомаровський, Анатолій Камінчук, Леся Кічура, Володимир Слєпцов, Ольга Сова, заслужена артистка естрадного мистецтва України, художній керівник вокального дуету «Орнамент» Тетяна Димань та інші.